# Reichenstraße 3 (Quedlinburg)

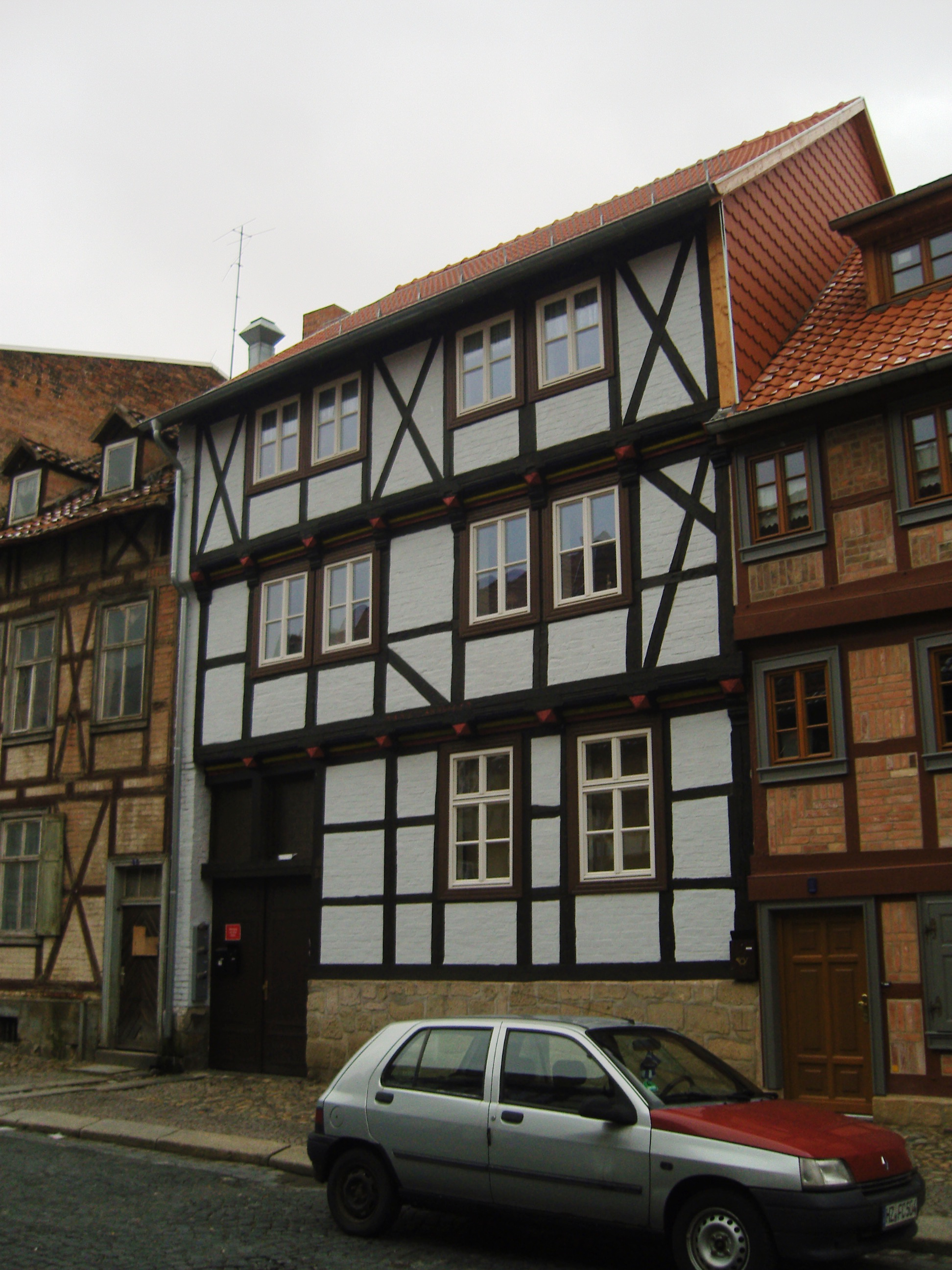
Haus Reichenstraße 3

Das Haus Reichenstraße 3 ist ein denkmalgeschütztes Gebäude in der Stadt Quedlinburg in Sachsen-Anhalt.

## Lage
Es befindet sich im nördlichen Teil der historischen Quedlinburger Neustadt. Das Gebäude ist im Quedlinburger Denkmalverzeichnis als Wohnhaus eingetragen. Südlich grenzt das gleichfalls denkmalgeschützte Haus Reichenstraße 2 an.

## Architektur und Geschichte
Das heute dreigeschossige Fachwerkhaus entstand in der Zeit um 1680, wobei das zweite Obergeschoss erst im 19. Jahrhundert aufgestockt wurde. An der Fachwerkfassade finden sich profilierte Knaggen und Pyramidenbalkenköpfe. Bemerkenswert ist die als Verzierung eingesetzte stilisierte Schiffskehle, die in dieser Form ungewöhnlich ist.